# Sächsische Luftfahrt-Industrie
Die Sächsische Luftfahrt-Industrie GmbH war ein deutscher Entwicklungsbetrieb für Flugzeuge und Herstellungsbetrieb für Flugzeugbauteile in Dresden zwischen 1934 und 1937.

## Geschichte
Die Sächsische Luftfahrt-Industrie GmbH (S.F.I.) wurde am 8. Januar 1934 in Dresden gegründet. Als technischer Leiter griff Erich Gammelin bei S.F.I. 1934 die Idee eines preisgünstigen Leichtflugzeugs auf, von dem ein Prototyp S.F.I.-Gammelin Ga.1 in Dresden entstand. Nachdem das Reichsluftfahrtministerium kein Interesse an einem weiteren Flugzeugentwicklungsbetrieb gezeigt hatte, übernahm die S.F.I. ab 1935 Herstellungsaufträge für Flugzeugbauteile anderer Hersteller. Erich Gammelin schied daraufhin im Februar 1935 aus der Geschäftsleitung aus.
Auf Grund fehlender Mittel für einen weiteren Werksausbau wurde die S.F.I. am 31. März 1937 aufgelöst.

## Musterübersicht
| Bezeichnung          | Beschreibung                                            | Zeitraum | Stückzahl | Bemerkungen |
| -------------------- | ------------------------------------------------------- | -------- | --------- | --- |
| S.F.I.-Gammelin Ga.1 | zweisitziges Sportflugzeug mit 80-PS-Hirth-HM60R1-Motor | 1934     | 1         | sogenanntes „Kombinationsflugzeug“ als kunstflugtaugliches Sportflugzeug, Schulflugzeug und Kabinen-Reiseflugzeug |